# Englische Cricket-Nationalmannschaft in Südafrika in der Saison 1895/96
Die Tour der englischen Cricket-Nationalmannschaft nach Südafrika in der Saison 1895/96 fand vom 13. Februar bis zum 23. März 1896. Die internationale Cricket-Tour war Bestandteil der Internationalen Cricket-Saison 1895/96 und umfasste drei Tests. England gewann die Serie 3–0.

## Vorgeschichte
Für beide Mannschaften war es die erste Tour der Saison.
Das letzte Aufeinandertreffen der beiden Mannschaften bei einer Tour fand in der Saison 1891/92 in Südafrika statt. Unruhen herrschten zu der Zeit in Transvaal, die als Südafrikanische Republik firmierte, unter anderem mit dem Jameson Raid. Dennoch konnte die Tour ohne Probleme durchgeführt werden.

## Stadien
Die folgenden Stadien wurden für die Tour als Austragungsort vorgesehen:
| Stadion                    | Stadt          | Kapazität | Spiele  |
| -------------------------- | -------------- | --------- | ------- |
| Old Wanderers No. 1 Ground | Johannesburg   |           | 2. Test |
| Newlands Cricket Ground    | Kapstadt       | 25.000    | 3. Test |
| St George’s Park           | Port Elizabeth | 19.000    | 1. Test |

## Kaderlisten
Die Mannschaften benannten die folgenden Kader:
| Test | Test |
| Südafrika | England |
| --- | --- |
| - Alfred Richards (K) - Barberton Halliwell (VK, wk) - Frederick Cook - Charles Fichardt - Billy Frank - Robert Gleeson - George Glover - Frank Hearne - Charles Hime - Clement Johnson - Charlie Llewellyn - Bonnor Middleton - Robert Poore - Tommy Routledge - George Rowe - Arthur Seccull - George Shepstone - Jimmy Sinclair - Fred Smith - Joseph Willoughby | - Lord Hawke (K) - Tim O’Brien (VK) - Hugh Bromley-Davenport - Harry Butt (wk) - C.B. Fry - Tom Hayward - Christopher Heseltine - Arthur Hill - George Lohmann - Audley Miller - Ted Tyler - Sammy Woods - Charles Wright |

## Tour Matches
Nur zwei der Begegnungen erhielten First-Class Status. Von den weiteren Spielen, die sie spielten, konnten sie fünf gewinnen und verloren zwei.
| 17. – xx. März Scorecard | Kapstadt | Lord Hawke’s XI 224 (87.3) & 168-9 (54.4) | – | Western Province 122 (66.0) |
|                          |          | Remis                                     |   |                             |

| 22. – xx. Februar Scorecard | Johannesburg | Transvaal      | – | Lord Hawke’s XI |
|                             |              | Spiel abgesagt |   |                 |

## Tests

### Erster Test in Port Elizabeth
| 13. – 14. Februar Scorecard | Port Elizabeth | England 185 (70.4) & 226 (80.4) | – | Südafrika 93 (30.4) & 30 (18.4) |
|                             |                | England gewinnt mit 288 Runs    |   |                                 |

Südafrika gewann den Münzwurf und entschied sich als Feldmannschaft zu beginnen. Für England bildete Eröffnungs-Batter Tim O’Brien zusammen mit dem dritten Schlagmann Tom Hayward eine Partnerschaft. O’Brien schied nach 17 Runs aus und wurde durch C.B. Fry ersetzt. Nachdem Hayward 30 Runs erreicht hatte, kam Arthur Hill ins Spiel und konnte 25 Runs erreichen. Fry verlor dann nach 43 Runs sein Wicket, woraufhin Hugh Bromley-Davenport und Charles Wright eine weitere Partnerschaft bildeten. Bromley-Davenport schied dann nach 26 Runs aus und Wright nach 19, woraufhin kurz darauf das Innings endete. Bester südafrikanischer Bowler war Bonnor Middleton mit 5 Wickets für 64 Runs. Für Südafrika formten die Eröffnungs-Batter Tommy Routledge und Frank Hearne eine Partnerschaft. Routledge schied nach 22 Runs aus und der hineinkommende Robert Poore nach 11. Kurz darauf verlor auch Hearne sein Wicket nach 23 Runs. Von den verbliebenen Battern konnte dann lediglich Barberton Halliwell mit 13 Runs mehr als zehn Runs erreichen. Das Innings endete mit einem Rückstand von 92 Runs. Bester englischer Bowler war George Lohmann mit 7 Wickets für 38 Runs. Nach dem Verlust eines Wickets endete der Tag beim Stand von 0/1 für die englische Mannschaft. Am zweiten Tag bildeten Charles Wright und Tim O’Brien eine Partnerschaft. Tim O’Brien erzielte 16 Runs und wurde gefolgt von C.B. Fry. Wright verlor sein Wicket nach 33 Runs und kurz darauf schied auch Fry nach 15 Runs aus. Daraufhin formten Arthur Holl und Sammy Woods eine Partnerschaft. Woods erreichte ein Fifty über 53 Runs und Hill 37 Runs. Die letzte Partnerschaft bildeten dann Lord Hawke und Audley Miller. Hawke verlor das Wicket nach 30 Runs als Miller 20* Runs erreicht hatte. Die Vorgabe für Südafrika betrug dann 319 Runs. Beste südafrikanische Bowler waren Bonnor Middleton mit 4 Wickets für 66 Runs und Jimmy Sinclair mit 3 Wickets für 68 Runs. In der Antwort Südafrika gelang es lediglich Robert Poore mit 10 Runs eine zweistellige Run-zahl zu erreichen und so verlor Südafrika deutlich das Spiel im 19. Over. Bester englischer Bowler war George Lohmann mit 8 Wickets für 7 Runs.

### Zweiter Test in Johannesburg
| 2. – 4. März Scorecard | Johannesburg | England 482 (157.3)                            | – | Südafrika 151 (46.2) & 134 (43.2) (f/o) |
|                        |              | England gewinnt mit einem Innings und 197 Runs |   |                                         |

England gewann den Münzwurf und entschied sich als Schlagmannschaft zu beginnen. Nachdem die Eröffnungs-Batter ausschieden bildeten Tom Hayward und C.B. Fry eine Partnerschaft. Fry schied nach einem Fiafty über 64 Runs aus und wurde durch Arthur Hill ersetzt. Hayward verlor sein Wicket nach einem Century über 122 Runs und wurde gefolgt durch Sammy Woods. Nachdem Hill nach 65 und Woods nach 32 Runs ausschieden beendeten Charles Wright und Hugh Bromley-Davenport den Tag beim Stand von 355/7. Am zweiten Tag verlor Bromley-Davenport nach einem Fifty über 84 Runs aus und Wright verlor das letzte Wicket des Innings nach 71 Runs. Beste südafrikanische Bowler waren George Rowe mit 5 Wickets für 115 Runs und Jimmy Sinclair mit 4 Wickets für 118 Runs. Für Südafrika formten die Eröffnungs-Batter Tommy Routledge und Jimmy Sinclair eine Partnerschaft. Routledge verlor sein Wicket nach 14 Runs und der hineinkommende Robert Poore nach 20 Runs. Kurz darauf schied auch Sinclair nach 40 Runs aus. Daraufhin formten Barberton Halliwell und George Shepstone eine Partnerschaft. Halliwell erreichte 13 Runs und an der Seite von Shepstone konnte sich Charlie Llewellyn etablieren. Shepstone erzielte daraufhin 21 Runs und Llewellyn verlor das letzte Wicket nach 24 Runs. Der Rückstand betrug 331 Runs und England forderte das Follow-on ein. Bester englischer Bowler war George Lohmann mit 9 Wickets für 28 Runs. In ihrem zweiten Innings bildeten Jimmy Sinclair und Robert Poore eine erste Partnerschaft. Poore erreichte 10 Runs und der ihm folgende Frank Hearne erzielte 16 Runs. Nachdem Barberton Halliwell ins Spiel gekommen war, endete der Tag beim Stand von 63/3. Am dritten Tag verlor Sinclair sein Wicket nach 29 Runs und Halli well nach 41 Runs. Von den verbliebenen Battern konnte nur noch Fred Smith mit 11 Runs eine zweistellige Run-Zahl erreichen und Südafrika verlor das Spiel deutlich.

### Dritter Test in Kapstadt
| 21. – 23. März Scorecard | Kapstadt | Südafrika 115 (48) & 117 (64)                 | – | England 265 (101.4) |
|                          |          | England gewinnt mit einem innings und 33 Runs |   |                     |

England gewann den Münzwurf und entschied sich als Feldmannschaft zu beginnen. Für Südafrika bildete der Eröffnungs-Batter Tommy Routledge zusammen mit dem dritten Schlagmann Robert Poore eine Partnerschaft. Routledge schied nach 24 Runs aus und kurz darauf auch Poore nach 17 Runs. Daraufhin erzielte Barberton Halliwell 23 und George Glover ungeschlagene 18* Runs, bevor das letzte Wicket fiel. Bester englischer Bowler waren George Lohmann mit 7 Wickets für 42 Runs und Ted Tyler mit 3 Wickets für 49 Runs. Für England konnte sich Eröffnungs-Batter Arthur Hill etablieren und an seiner Seite Tom Hayward 31 Runs erzielen. Nachdem Sammy Woods ins Spiel gekommen war, endete der tag beim Stand von 126/3. Nach einem Ruhetag schied Woods nach 30 Runs aus und der hineinkommende Christopher Heseltine erzielte 18 Runs. Dieser wurde gefolgt durch Lord Hawke. Hill verlor daraufhin sein Wicket nach einem Century über 124 Runs und an der Seite von Hawke verlor Harry Butt nach 13 Runs das letzte Wicket des Innings. Hawke hatte bis dahin 12* runs erzielt und so den Vorsprung auf 150 Runs erhöht. Bester südafrikanischer Bowler war Bonnor Middleton mit 3 Wickets für 50 Runs. In ihrem zweiten Innings konnte sich Eröffnungs-Batter Frank Hearne für Südafrika etablieren. An seiner Seite erreichte Jimmy Sinclair 28 Runs, bevor er nach 30 Runs sein Wicket verlor. Daraufhin bildeten Barberton Halliwell und Arthur Seccull eine Partnerschaft. Halliwell verlor nach 11 Runs sein Wicket, während Seccull mit ungeschlagenen 17* Runs das Innings beendete, was nicht ausreichte um England wieder an den Schlag zu bringen. Beste englische Bowler waren Arthur Hill mit 4 Wickets für 8 Runs und Sammy Woods mit 3 Wickets für 28 Runs.

## Statistiken
Die folgenden Cricketstatistiken wurden bei dieser Tour erzielt.
| Tests                  | Tests      | Tests   | Tests   | Tests   | Tests   | Tests   | Tests   | Tests   |
| Batting                | Batting    | Batting | Batting | Batting | Batting | Batting | Batting | Batting |
| Spieler                | Mannschaft | Spiele  | Innings | Runs    | Average | HS      | 100s    | 50s     |
| ---------------------- | ---------- | ------- | ------- | ------- | ------- | ------- | ------- | ------- |
| Arthur Hill            | England    | 3       | 4       | 251     | 62,75   | 124     | 1       | 1       |
| Tom Hayward            | England    | 3       | 4       | 189     | 47,25   | 122     | 1       | 0       |
| Charles Wright         | England    | 3       | 4       | 125     | 31,25   | 71      | 0       | 1       |
| Hugh Bromley-Davenport | England    | 3       | 4       | 124     | 31,00   | 84      | 0       | 1       |
| C.B. Fry               | England    | 2       | 3       | 122     | 40,66   | 64      | 0       | 1       |
| Sammy Woods            | England    | 3       | 4       | 122     | 30,50   | 53      | 0       | 1       |
| Bowling                |            |         |         |         |         |         |         |         |
| Spieler                | Mannschaft | Spiele  | Overs   | Wickets | Average | BBI     | 5W      | 10W     |
| George Lohmann         | England    | 3       | 104.0   | 35      | 5,80    | 9/28    | 4       | 2       |
| Bonnor Middleton       | Südafrika  | 2       | 85.3    | 12      | 15,00   | 5/64    | 1       | 0       |
| Jimmy Sinclair         | Südafrika  | 3       | 78.0    | 8       | 30,37   | 4/118   | 0       | 0       |
| George Rowe            | Südafrika  | 2       | 81.0    | 7       | 26,71   | 5/115   | 1       | 0       |
| Joseph Willoughby      | Südafrika  | 2       | 55.0    | 6       | 26,50   | 2/37    | 0       | 0       |